# 23608 Alpiapuane
23608 Alpiapuane este un asteroid din centura principală de asteroizi.

## Descriere
23608 Alpiapuane este un asteroid din centura principală de asteroizi. A fost descoperit pe 15 ianuarie 1996 la Cima Ekar de Maura Tombelli și Ulisse Munari. Asteroidul prezintă o orbită caracterizată de o semiaxă mare de 2,55 ua, o excentricitate de 0,13 și o înclinație de 13,5° în raport cu ecliptica.